# Categoría Primera A
Categoría Primera A, officiellt Liga BetPlay Dimayor av sponsorskäl, är en professionell liga för fotbollsklubbar i Colombia, bildad 1948. Den har en division och ligger överst i det colombianska ligasystemet. 20 lag spelar i ligan varje år. Atlético Nacional är den mest framgångsrika klubben med 17 vunna mästerskap,  följt av Millonarios med 16 mästerskap och América de Cali med 15.

## Lag säsongen 2023
| Team                   | Tränare             | Stad            | Stadium                        | Kapacitet |
| ---------------------- | ------------------- | --------------- | ------------------------------ | --------- |
| Alianza Petrolera      | César Torres        | Barrancabermeja | Daniel Villa Zapata            | 10,400    |
| América de Cali        | Lucas González      | Cali            | Pascual Guerrero               | 33,130    |
| Atlético Bucaramanga   | José Alexis Márquez | Bucaramanga     | Alfonso López                  | 28,000    |
| Atlético Huila         | Néstor Craviotto    | Neiva           | Guillermo Plazas Alcid         | 10,200    |
| Atlético Nacional      | William Amaral      | Medellín        | Atanasio Girardot              | 40,043    |
| Boyacá Chicó           | Mario García        | Tunja           | La Independencia               | 20,630    |
| Deportes Tolima        | Juan Cruz Real      | Ibagué          | Manuel Murillo Toro            | 28,100    |
| Deportivo Cali         | Jaime de la Pava    | Cali            | Deportivo Cali                 | 44,000    |
| Deportivo Pasto        | Flabio Torres       | Pasto           | Departamental Libertad         | 20,665    |
| Deportivo Pereira      | Alejandro Restrepo  | Pereira         | Hernán Ramírez Villegas        | 30,297    |
| Envigado               | Alberto Suárez      | Envigado        | Polideportivo Sur              | 11,000    |
| Independiente Medellín | Alfredo Arias       | Medellín        | Atanasio Girardot              | 40,043    |
| Jaguares               | Pompilio Páez       | Montería        | Jaraguay                       | 12,000    |
| Junior                 | Hernán Darío Gómez  | Barranquilla    | Metropolitano Roberto Meléndez | 49,692    |
| La Equidad             | Alexis García       | Bogotá          | Metropolitano de Techo         | 8,000     |
| Millonarios            | Alberto Gamero      | Bogotá          | Nemesio Camacho El Campín      | 36,343    |
| Once Caldas            | Pedro Sarmiento     | Manizales       | Palogrande                     | 28,678    |
| Rionegro Águilas       | César Farías        | Rionegro        | Alberto Grisales               | 14,000    |
| Santa Fe               | Hubert Bodhert      | Bogotá          | Nemesio Camacho El Campín      | 36,343    |
| Unión Magdalena        | Harold Rivera       | Santa Marta     | Sierra Nevada                  | 16,000    |

## Säsonger
| Säsong  | Säsong       | Mästare                    | Tvåa                   | Skyttekung |                      |
| ------- | ------------ | -------------------------- | ---------------------- | --- | -------------------- |
| 1948    | 1948         | Santa Fe (1)               | Junior                 | Alfredo Castillo (Millonarios; 31 mål) |                      |
| 1949    | 1949         | Millonarios (1)            | Deportivo Cali         | Pedro Cabillón (Millonarios; 42 mål) |                      |
| 1950    | 1950         | Deportes Caldas (1)        | Millonarios            | Casimiro Ávalos (Deportivo Pereira; 27 mål) |                      |
| 1951    | 1951         | Millonarios (2)            | Boca Juniors           | Alfredo Di Stéfano (Millonarios; 31 mål) |                      |
| 1952    | 1952         | Millonarios (3)            | Boca Juniors           | Alfredo Di Stéfano (Millonarios; 19 mål) |                      |
| 1953    | 1953         | Millonarios (4)            | Atlético Quindío       | Mario Garelli (Atlético Quindío; 20 mål) |                      |
| 1954    | 1954         | Atlético Nacional (1)      | Atlético Quindío       | Carlos Alberto Gambina (Atlético Nacional; 21 mål)                                                                                                |                      |
| 1955    | 1955         | Independiente Medellín (1) | Atlético Nacional      | Felipe Marino (Independiente Medellín; 22 mål) |                      |
| 1956    | 1956         | Atlético Quindío (1)       | Millonarios            | Jaime Gutiérrez (Atlético Quindío; 21 mål) |                      |
| 1957    | 1957         | Independiente Medellín (2) | Deportes Tolima        | José Vicente Grecco (Independiente Medellín; 30 mål)                                                                                              |                      |
| 1958    | 1958         | Santa Fe (2)               | Millonarios            | José Américo Montanini (Atlético Bucaramanga; 36 mål)                                                                                             |                      |
| 1959    | 1959         | Millonarios (5)            | Independiente Medellín | Felipe Marino (Cúcuta Deportivo / Independiente Medellín; 35 mål)                                                                                 |                      |
| 1960    | 1960         | Santa Fe (3)               | América de Cali        | Walter Marcolini (Deportivo Cali; 30 mål) |                      |
| 1961    | 1961         | Millonarios (6)            | Independiente Medellín | Alberto Perazzo (Santa Fe; 32 mål) |                      |
| 1962    | 1962         | Millonarios (7)            | Deportivo Cali         | José Omar Verdún (Cúcuta Deportivo; 36 mål) |                      |
| 1963    | 1963         | Millonarios (8)            | Santa Fe               | Omar Devani (Atlético Bucaramanga; 36 mål) José Omar Verdún (Cúcuta Deportivo; 36 mål)                                                            |                      |
| 1964    | 1964         | Millonarios (9)            | Cúcuta Deportivo       | Omar Devani (Unión Magdalena / Atlético Bucaramanga; 28 mål)                                                                                      |                      |
| 1965    | 1965         | Deportivo Cali (1)         | Atlético Nacional      | Perfecto Rodríguez (Independiente Medellín; 38 mål)                                                                                               |                      |
| 1966    | 1966         | Santa Fe (4)               | Independiente Medellín | Omar Devani (Santa Fe; 31 mål) |                      |
| 1967    | 1967         | Deportivo Cali (2)         | Millonarios            | José María Ferrero (Millonarios; 38 mål) |                      |
| 1968    | 1968         | Unión Magdalena (1)        | Deportivo Cali         | José María Ferrero (Millonarios; 32 mål) |                      |
| 1969    | 1969         | Deportivo Cali (3)         | América de Cali        | Hugo Lóndero (América de Cali; 25 mål) |                      |
| 1970    | 1970         | Deportivo Cali (4)         | Junior                 | José María Ferrero (Cúcuta Deportivo; 27 mål) Walter Sossa (Santa Fe; 27 mål)                                                                     |                      |
| 1971    | 1971         | Santa Fe (5)               | Atlético Nacional      | Hugo Lóndero (Cúcuta Deportivo; 30 mål) Apolinar Paniagua (Deportivo Pereira; 30 mål)                                                             |                      |
| 1972    | 1972         | Millonarios (10)           | Deportivo Cali         | Hugo Lóndero (Cúcuta Deportivo; 27 mål) |                      |
| 1973    | 1973         | Atlético Nacional (2)      | Millonarios            | Nelson Silva Pacheco (Cúcuta Deportivo / Junior; 36 mål)                                                                                          |                      |
| 1974    | 1974         | Deportivo Cali (5)         | Atlético Nacional      | Víctor Ephanor (Junior; 33 mål) |                      |
| 1975    | 1975         | Santa Fe (6)               | Millonarios            | Jorge Ramón Cáceres (Deportivo Pereira; 35 mål)                                                                                                   |                      |
| 1976    | 1976         | Atlético Nacional (3)      | Deportivo Cali         | Miguel Angel Converti (Millonarios; 33 mål) |                      |
| 1977    | 1977         | Junior (1)                 | Deportivo Cali         | Oswaldo Marcial Palavecino (Atlético Nacional; 33 mål)                                                                                            |                      |
| 1978    | 1978         | Millonarios (11)           | Deportivo Cali         | Oswaldo Marcial Palavecino (Atlético Nacional; 36 mål)                                                                                            |                      |
| 1979    | 1979         | América de Cali (1)        | Santa Fe               | Juan José Irigoyén (Millonarios; 36 mål) |                      |
| 1980    | 1980         | Junior (2)                 | Deportivo Cali         | Sergio Cierra (Deportivo Pereira; 26 mål) |                      |
| 1981    | 1981         | Atlético Nacional (4)      | Deportes Tolima        | Víctor Hugo del Río (Deportes Tolima; 29 mål) |                      |
| 1982    | 1982         | América de Cali (2)        | Deportes Tolima        | Miguel Oswaldo González (Atlético Bucaramanga; 27 mål)                                                                                            |                      |
| 1983    | 1983         | América de Cali (3)        | Junior                 | Hugo Gottardi (Santa Fe; 29 mål) |                      |
| 1984    | 1984         | América de Cali (4)        | Millonarios            | Hugo Gottardi (Independiente Santa Fe; 23 mål) |                      |
| 1985    | 1985         | América de Cali (5)        | Deportivo Cali         | Miguel Oswaldo González (Atlético Bucaramanga; 34 mål)                                                                                            |                      |
| 1986    | 1986         | América de Cali (6)        | Deportivo Cali         | Héctor Ramón Sossa (Independiente Medellín; 23 mål)                                                                                               |                      |
| 1987    | 1987         | Millonarios (12)           | América de Cali        | Jorge Aravena (Deportivo Cali; 23 mål) |                      |
| 1988    | 1988         | Millonarios (13)           | Atlético Nacional      | Sergio Angulo (Santa Fe; 29 mål) |                      |
| 1989    | 1989         | Ingen segrare utsedd       | Ingen segrare utsedd   | Ingen segrare utsedd | Ingen segrare utsedd |
| 1990    | 1990         | América de Cali (7)        | Atlético Nacional      | Antony de Ávila (América de Cali; 25 mål) |                      |
| 1991    | 1991         | Atlético Nacional (5)      | América de Cali        | Iván Valenciano (Junior; 30 mål) |                      |
| 1992    | 1992         | América de Cali (8)        | Atlético Nacional      | John Jairo Tréllez (Atlético Nacional; 25 mål) |                      |
| 1993    | 1993         | Junior (3)                 | Independiente Medellín | Miguel Guerrero (Junior; 34 mål) |                      |
| 1994    | 1994         | Atlético Nacional (6)      | Millonarios            | Rubén Darío Hernández (Independiente Medellín / Deportivo Pereira / América de Cali; 32 mål)                                                      |                      |
| 1995    | 1995         | Junior (4)                 | América de Cali        | Iván Valenciano (Junior; 24 mål) |                      |
| 1995–96 | 1995–96      | Deportivo Cali (6)         | Millonarios            | Iván Valenciano (Junior; 36 mål) |                      |
| 1996–97 | 1996–97      | América de Cali (9)        | Atlético Bucaramanga   | Hamilton Ricard (Deportivo Cali; 36 mål) |                      |
| 1998    | 1998         | Deportivo Cali (7)         | Once Caldas            | Víctor Bonilla (Deportivo Cali; 37 mål) |                      |
| 1999    | 1999         | Atlético Nacional (7)      | América de Cali        | Sergio Galván Rey (Once Caldas; 26 mål) |                      |
| 2000    | 2000         | América de Cali (10)       | Junior                 | Carlos Alberto Castro (Millonarios; 24 mål) |                      |
| 2001    | 2001         | América de Cali (11)       | Independiente Medellín | Carlos Alberto Castro (Millonarios; 29 mål) Jorge Horacio Serna (Independiente Medellín; 29 mål)                                                  |                      |
| 2002    | Apertura     | América de Cali (12)       | Atlético Nacional      | Luis Fernando Zuleta (Unión Magdalena; 13 mål) |                      |
| 2002    | Finalización | Independiente Medellín (3) | Deportivo Pasto        | Orlando Ballesteros (Atlético Bucaramanga; 13 mål) Milton Rodríguez (Deportivo Pereira; 13 mål)                                                   |                      |
| 2003    | Apertura     | Once Caldas (2)            | Junior                 | Arnulfo Valentierra (Once Caldas; 13 mål) |                      |
| 2003    | Finalización | Deportes Tolima (1)        | Deportivo Cali         | Léider Preciado (Deportivo Cali; 17 mål) |                      |
| 2004    | Apertura     | Independiente Medellín (4) | Atlético Nacional      | Sergio Herrera (América de Cali; 13 mål) |                      |
| 2004    | Finalización | Junior (5)                 | Atlético Nacional      | Leonardo Fabio Moreno (América de Cali; 15 mål) Léider Preciado (Santa Fe; 15 mål)                                                                |                      |
| 2005    | Apertura     | Atlético Nacional (8)      | Santa Fe               | Víctor Aristizábal (Atlético Nacional; 16 mål) |                      |
| 2005    | Finalización | Deportivo Cali (8)         | Real Cartagena         | Jámerson Rentería (Real Cartagena; 12 mål) Hugo Rodallega (Deportivo Cali; 12 mål)                                                                |                      |
| 2006    | Apertura     | Deportivo Pasto (1)        | Deportivo Cali         | Jorge Díaz Moreno (Cúcuta Deportivo; 15 mål) |                      |
| 2006    | Finalización | Cúcuta Deportivo (1)       | Deportes Tolima        | Diego Álvarez (Independiente Medellín; 11 mål) Jhon Charría (Deportes Tolima; 11 mål)                                                             |                      |
| 2007    | Apertura     | Atlético Nacional (9)      | Atlético Huila         | Fredy Montero (Atlético Huila; 13 mål) Sergio Galván Rey (Atlético Nacional; 13 mål)                                                              |                      |
| 2007    | Finalización | Atlético Nacional (10)     | La Equidad             | Dayro Moreno (Once Caldas; 16 mål) |                      |
| 2008    | Apertura     | Boyacá Chicó (1)           | América de Cali        | Miguel Caneo (Boyacá Chicó; 13 mål) Iván Velásquez (Deportes Quindío; 13 mål)                                                                     |                      |
| 2008    | Finalización | América de Cali (13)       | Independiente Medellín | Fredy Montero (Deportivo Cali; 16 mål) |                      |
| 2009    | Apertura     | Once Caldas (3)            | Junior                 | Teófilo Gutiérrez (Junior; 16 mål) |                      |
| 2009    | Finalización | Independiente Medellín (5) | Atlético Huila         | Jackson Martínez (Independiente Medellín; 18 mål)                                                                                                 |                      |
| 2010    | Apertura     | Junior (6)                 | La Equidad             | Carlos Bacca (Junior; 12 mål) Carlos Rentería (La Equidad; 12 mål)                                                                                |                      |
| 2010    | Finalización | Once Caldas (4)            | Deportes Tolima        | Wilder Medina (Deportes Tolima; 16 mål) Dayro Moreno (Once Caldas; 16 mål)                                                                        |                      |
| 2011    | Apertura     | Atlético Nacional (11)     | La Equidad             | Carlos Rentería (Atlético Nacional; 12 mål) |                      |
| 2011    | Finalización | Junior (7)                 | Once Caldas            | Carlos Bacca (Junior; 12 mål) |                      |
| 2012    | Apertura     | Santa Fe (7)               | Deportivo Pasto        | Robin Ramírez (Deportes Tolima; 13 mål) |                      |
| 2012    | Finalización | Millonarios (14)           | Independiente Medellín | Henry Hernández (Cúcuta Deportivo; 9 mål) Carmelo Valencia (La Equidad; 9 mål) Germán Cano (Independiente Medellín; 9 mål)                        |                      |
| 2013    | Apertura     | Atlético Nacional (12)     | Santa Fe               | Wilder Medina (Santa Fe; 12 mål) |                      |
| 2013    | Finalización | Atlético Nacional (13)     | Deportivo Cali         | Dayro Moreno (Millonarios; 16 mål) Luis Carlos Ruiz (Junior; 16 mål)                                                                              |                      |
| 2014    | Apertura     | Atlético Nacional (14)     | Junior                 | Dayro Moreno (Millonarios; 12 mål) |                      |
| 2014    | Finalización | Santa Fe (8)               | Independiente Medellín | Germán Cano (Independiente Medellín; 16 mål) |                      |
| 2015    | Apertura     | Deportivo Cali (9)         | Independiente Medellín | Fernando Uribe (Millonarios; 15 mål) |                      |
| 2015    | Finalización | Atlético Nacional (15)     | Junior                 | Jefferson Duque (Atlético Nacional; 15 mål) |                      |
| 2016    | Apertura     | Independiente Medellín (6) | Junior                 | Miguel Borja (Cortuluá; 19 mål) |                      |
| 2016    | Finalización | Santa Fe (9)               | Deportes Tolima        | Ayron del Valle (Millonarios; 12 mål) |                      |
| 2017    | Apertura     | Atlético Nacional (16)     | Deportivo Cali         | Dayro Moreno (Atlético Nacional; 14 mål) |                      |
| 2017    | Finalización | Millonarios (15)           | Santa Fe               | Yimmi Chará (Junior; 11 mål) Ayron del Valle (Millonarios; 11 mål) Dayro Moreno (Atlético Nacional; 11 mål) Carmelo Valencia (La Equidad; 11 mål) |                      |
| 2018    | Apertura     | Deportes Tolima (2)        | Atlético Nacional      | Germán Cano (Independiente Medellín; 12 mål) |                      |
| 2018    | Finalización | Junior (8)                 | Independiente Medellín | Germán Cano (Independiente Medellín; 20 mål) |                      |
| 2019    | Apertura     | Junior (9)                 | Deportivo Pasto        | Germán Cano (Independiente Medellín; 21 mål) |                      |
| 2019    | Finalización | América de Cali (14)       | Junior                 | Germán Cano (Independiente Medellín; 13 mål) Michael Rangel (América de Cali; 13 mål)                                                             |                      |
| 2020    | 2020         | América de Cali (15)       | Santa Fe               | Miguel Borja (Junior; 14 mål) |                      |
| 2021    | Apertura     | Deportes Tolima (3)        | Millonarios            | Jefferson Duque (Atlético Nacional; 11 mål) Fernando Uribe (Millonarios; 11 mål) Diego Herazo (La Equidad; 11 mål)                                |                      |
| 2021    | Finalización | Deportivo Cali (10)        | Deportes Tolima        | Harold Preciado (Deportivo Cali; 13 mål) |                      |
| 2022    | Apertura     | Atlético Nacional (17)     | Deportes Tolima        | Dayro Moreno (Atlético Bucaramanga; 13 mål) |                      |
| 2022    | Finalización | Deportivo Pereira (1)      | Independiente Medellín | Leonardo Fabio Castro (Deportivo Pereira; 15 mål)                                                                                                 |                      |
| 2023    | Apertura     | Millonarios (16)           | Atlético Nacional      | Marco Pérez (Rionegro Águilas; 13 mål) |                      |